# 王芸生
王芸生（1901年9月—1980年5月30日），原名德鹏，男，天津静海人，中國报人、政论家。

## 生平

### 早年
出身寒微，13岁即辍学当学徒，靠自学成才。在天津东浮桥口茶叶铺当伙计时，就开始为《益世报》写稿。1925年在洋行工作的王在五卅运动时激起了民族热情，成为反帝活动的积极分子。1926年，因避难前往上海，并参加上海的革命活动，国共合作时期先加入国民党，后经博古等人介绍入中國共產黨。
四·一二事件后在天津《大公报》刊登启示，声明脱离一切党派，谢绝政治活动，专心从事著述。

### 成为大公报人
1928年5月任天津《商报》总编辑。因多次撰文评说《大公报》社评观点，受张季鸾赏识，与1929年被张揽入《大公报》，任地方新闻编辑，次年编辑《国闻周报》。九一八事变後，配合《大公报》“明耻教战”编辑方针，受命编辑《六十年来中国与日本》，此后往来于京津之间，搜寻材料，精心编辑，所写文章，自1932年1月11日起，在《大公报》连载，持续两年之久。1934年，《大公报》报馆将其辑为一部七卷本巨著出版。此著也成为他的成名作品。同年8月，王芸生应邀到江西庐山采访，并给蒋中正讲课。
1935年升为编辑主任。1936年9月出任上海版编辑主任。张季鸾离沪筹办汉口版后，他主持沪版编务。1937年12月14日，沪版抵制日本占领军新闻检查，宣布停刊，王芸生撰写《不投降论》和《暂别上海读者》两篇社评，表示大公报人“一不投降，二不受辱”。1938年1月任汉口版编辑主任。12月重庆版创刊后，因总编张季鸾体弱多病，常离馆修养，编务实际由其主持。在汉口、重庆期间多次谢绝国民政府予以的高官厚薪。
1941年张季鸾去世，王芸生继任《大公报》总编，同时担任社评委员会主任。其后所写《维护修明政治案》、《看重庆，念中原！》、《晁错与马谡》等文，引起國民政府不满。
抗战胜利后，呼吁和平，反对内战。针对国民党镇压学生运动和实行文化专制，撰写《我看学潮》、《由新民报停刊谈出版法》等社评予以抨击，致使此后国民党党报《中央日报》发起“三查王芸生运动”。內戰爆發後，他撰写《质中共》、《可耻的长春之战》等文，也引起《新华日报》的陸定一與之筆戰。1947年王以总编辑身份参加中国赴日记者团，对降后日本考察，回国后写成《日本半月》等12篇文章。

### 国共内战后期至中华人民共和国成立后
1948年10月王芸生得到由《大公报》社中共地下党员李純清和楊剛转给他的毛泽东口头邀请，通知他尽早离开上海，前往香港，再转道海路前往北京参加中国人民政治协商会议，並許諾不限制《大公報》發表的內容。经过再三考虑，王芸生与11月5日，从上海转道台湾到达香港，亲自主持香港版笔政，發表題為《和平無望》的社評標誌著《大公報》立場的轉變。1949年1月15日，天津易手，一個月後天津軍管會將天津《大公報》更名為《進步日報》由楊剛主持。2月27日，《進步日報》發表文章攻擊《大公報》為“徹頭徹尾的反動報紙”。3月18日与陈叔通、柳亚子、叶圣陶、马寅初等人抵达北平參加新政協，5月27日随军南下至上海，为保全《大公报》继续发行，于6月17日在沪版发表《大公报新生宣言》，检讨近五十年《大公报》办报历程，宣布“报纸归人民所有”。
中华人民共和国成立后，他參與知識分子思想改造運動，之後继续担任《大公报》社长，直至1966年9月北京版停刊。這一時期王芸生被調離編委會，而負責《舊<大公報>史》的編撰工作。此外还担任过中华全国新闻工作者协会副主席，第二、三、四届全国政协常务委员，第一、二、三、四届全国人大代表。1954年，他当选为第一届全国人大代表。9月，他出席第一届全国人大第一次会议讨论宪法草案。
1956年11月，王芸生随彭真和章伯钧访问苏联及东欧国家，在与苏联领导人赫鲁晓夫会面时，章伯钧突然站起来讲话，王芸生也随即发表讲话。
反右运动后受到批判，由于毛泽东本人授意，未被划为“右派”。此后很少过问《大公报》社务，致力于文史著述，写成《英敛之时期的旧大公报》等（晚年表示其中许多为迫于时局违心所写成）。
文革中遭到批斗，家庭受到重大影响。
1980年在北京去世。

## 家庭
妻子：冯玉文
子女：
- 王芝光，后改名王磊（结构力学教授，1987年10月2日因病去世）
- 王芝芙，女，（人民广播电台高级编辑）
- 王芝慕，女，（毕业于华东军政大学，保育员）
- 王芝秋（毕业于哈尔滨军事工程学院）
- 王芝琛（1937年生，1961年毕业于哈尔滨军事工程学院，大公报报史研究专家，2006年2月5日因癌症去世）
- 王芝瑜，女，（戏剧电影导演，1966年毕业于中央戏剧学院导演系）

## 作品
- 《芸生文存》
- 《王芸生文集》
- 《台湾史话》
- 《六十年来中国与日本》共7卷，200万字。